# スージー・エイミス
スージー・エイミス（Suzy Amis 1962年1月5日- ）は、アメリカ合衆国の元女優である。

## 略歴
オクラホマ州オクラホマシティ出身。アクターズ・スタジオで学び、1985年に映画デビューする。
俳優サム・ロバーズ（ローレン・バコールとジェイソン・ロバーズの子）との間に1子をもうけ、離婚した。『タイタニック』出演時に監督のジェームズ・キャメロンと知り合い、2000年に結婚、3児をもうける。

## 主な出演作品
- 特捜刑事マイアミ・バイス Miami Vice(1984) 　テレビシリーズの1エピソード
- ファンダンゴ Fandango (1985)
- ビッグタウン The Big Town (1987)
- ツイスター Twister (1989)
- 女神たちの季節 Where the Heart Is (1990)
- ブローン・アウェイ/復讐の序曲 Blown Away  (1994)
- ユージュアル・サスペクツ The Usual Suspects (1994)
- タイタニック Titanic (1997)
- ファイアーストーム Firestorm (1998)